# Parviz Mir-Ali
Parviz Mir-Ali (* 1967 in Frankfurt am Main) ist ein deutsch-iranischer Komponist, Sounddesigner und Filmproduzent.

## Leben
Parviz Mir-Ali, Sohn des iranischen Arztes Dr. Ashgar Mir-Ali und der deutschen Ärztin Dr. Ursula Seger, lebt in Frankfurt am Main.
Seinen ersten Klavierunterricht erhielt er mit sechs Jahren. Er begann ein Studium der Komposition, Tonsatz und Klavier bei Lieselotte Böhn und Georg Balkheimer in Frankfurt/M.
Es folgten Engagements als Pianist und Komponist bei verschiedenen Musik- und Theaterproduktionen – sowohl im klassischen Umfeld als auch im Bereich des Pop und Jazz.
1990 machte er eine Ausbildung zum Toningenieur am Soundmaster Recording Institute Los Angeles.
Danach arbeitete er als Toningenieur, Arrangeur und Produzent in den „Wild Imagination Studios“ und den Tonstudios des Soundmaster Recording Institute Los Angeles.
1994 zog P. Mir-Ali nach New York um und arbeitete bis 1998 als Toningenieur, Arrangeur und Produzent in den „Platinum Island Studios“, wo er unter anderem an Projekten mit Michael Jackson, Chaka Khan, C+C Music Factory und Pat Metheny arbeitete.
1998 gründete er die SL15 Media GmbH und die Meirelli O.S.T. GmbH in Frankfurt am Main.
2002 komponierte er die Oper „Deutschland, Deine Lieder“, der Eröffnungsveranstaltung der Ruhrtriennale in Essen, die im Weltkulturerbe „Zeche Zollverein“ unter der Intendanz von Gerard Mortier stattfand.
Für die im Juni 2006 in Frankfurt am Main durchgeführte Eröffnungsveranstaltung der Fußball-WM „Skyarena“ komponierte und produzierte P. Mir-Ali den Soundtrack. Bei dieser Veranstaltung wurde die Skyline der Stadt zur Projektionsfläche eines cineastischen Ereignisses, das die gesamte Innenstadt in ihrer Ansicht zu einer gigantischen Bühne machte.
Der von Parviz Mir-Ali komponierte Soundtrack dieser musikdramatischen Veranstaltung wurde vom Sinfonieorchester und der Big Band des Hessischen Rundfunks eingespielt.
Circa eine Million Menschen sowie zahllose Zuschauer an den Fernseh- und Radiogeräten weltweit konnten dieses Ereignis live miterleben.
Aktuell ist Parviz Mir-Ali in verschiedene internationale Bühnenprojekte und Filmproduktionen involviert.

## Theaterarbeiten als Komponist und Sounddesigner (Auszug)
2006 SkyArena zur Eröffnung der Fußball-WM in Frankfurt am Main
Komposition der Musik und Sounddesign. Koordination von Sinfonieorchester und Bigband des Hessischen Rundfunks im Rahmen der Liveperformance zur Aufnahme und weltweiten Übertragung durch das Fernsehen (ARD). Auftraggeber: Stadt Frankfurt in Vertretung der Bundesregierung und der FIFA.
1997 Yume, multimediale Show von André Heller, Komposition, musikalische Leitung und Sounddesign.
1998 Ludwig II. – Die volle Wahrheit, Uraufführung an den Münchner Kammerspielen und der Intendanz von Dieter Dorn. Musiktheaterstück von Georg Ringsgwandl, Text, und Parviz Mir-Ali, Komposition, musikalische Leitung und Sounddesign.
1999 Die Jungfrau von Orleans (Friedrich Schiller), Schauspielhaus Hamburg, Komposition der Bühnenmusik/Sounddesign.
2000 Die Familie Schroffenstein (Heinrich von Kleist), Schauspielhaus Bochum,
Komposition der Bühnenmusik und Sounddesign.
2001 Pancomedia (Botho Strauss), Komposition der Bühnenmusik und Sounddesign zu Uraufführung am Schauspielhaus Bochum.
2003 Deutschland Deine Lieder, Kammeroper zur Eröffnung der Ruhrtriennale 2003 unter der Intendanz von Gerard Mortier. Komposition und Leitung des Chors.
2003 Die Komödie der Verführung (Arthur Schnitzler), Niedersächsisches Staatstheater Hannover Komposition der Bühnenmusik und Sounddesign.
2003 Ronja Räubertochter, Schauspielhaus Bochum, Komposition eines Musicals nach dem Text von Astrid Lindgren.
2004 Peterchens Mondfahrt, Schauspielhaus Bochum, Komposition eines Musicals nach dem Text von Gerdt v. Bassewitz.
2005 Das Dschungelbuch, Schauspielhaus Bochum, Komposition eines Musicals nach dem Text von Rudyard Kipling.
2005 Nach der Liebe beginnt ihre Geschichte (Botho Strauss), Uraufführung am Schauspielhaus Zürich,
Komposition der Bühnenmusik und Sounddesign.
2009 Der Zauberer von Oz, Burgtheater Wien, Komposition eines Musicals nach dem Text von Lyman F. Baum.
2011 Magnifico Multimediale Show von André Heller, Komposition und Produktion der Bühnenmusik, Sounddesign.
2012 In 80 Tagen um die Welt, Burgtheater Wien, Komposition eines Musicals nach dem Text von Jules Verne, Bandarrangements, Sounddesign.
2013 Der gestiefelte Kater, Burgtheater Wien, Komposition eines Musicals nach dem Märchen der Brüder Grimm, Bandarrangements, Sounddesign.
2013 Lumpazi Vagabundus (Johann Nestroy), Salzburger Festspiele und Burgtheater Wien. Planung, Bild- und Tonaufnahmen, Postproduktion und Regie des Fernsehfilms für den ORF.
2014 Die Räuber, Burgtheater Wien, Planung und Produktion der Video- und Tonelemente einer multimedialen Inszenierung des Stoffes von (Friedrich Schiller).
2015 Die Blechtrommel (Günter Grass), Schauspiel Frankfurt, Komposition der Bühnenmusik und Sounddesign unter der Regie von Oliver Reese.

### Komposition und Sounddesign für Werbespots (TV) seit 1994 (Auszug)
Deutsche Bank Regie Sönke Wortmann
Dunlop Regie Tony Kaye
Tuborg Regie Paul Arden
Eurocard	 Regie Walter Kehr
Mercedes	Benz Regie Mark Gläser
Porsche AG Regie Bernd Seiboldt
BMW Regie Alexander Hess
VW Regie Philip Kadelbach
Jaguar Regie Steve Michaels
Federal Express Regie BBDO Hong Kong
Mitsubishi Regie Joseph Mantel
Mazda Regie Angel Gracia
Audi Regie Arnold Weider
Osram Regie Mark Gläser
Dresdner Bank Regie Patricia Murphy
Lufthansa Regie Ivan Bartus
Coca-Cola Regie Mike Oswald
Mc Donalds Regie Niko Feret
Commerzbank Regie Fabrizio Weller

### Shows Markenkommunikation (Auszug)
2000 Expo 2000, Hannover,
In Zusammenarbeit mit dem Architekten Jean Nouvel akustische Gestaltung des Expo-Pavillons,
Komposition der Musik und Installation des Sounddesigns in Surroundtechnik.
2005 Coca-Cola (Atlanta, USA),
Komposition, Arrangement und Produktion des offiziellen Coca-Cola Songs.
Mercedes-Benz Autoshows:
Akustische Gestaltung (Musik und Sound) der Auftritte von Mercedes-Benz bei Großveranstaltungen in Frankfurt, Shanghai, Detroit, Paris, Genf, Peking, New York, einschließlich aller Präsentationen in der Festhalle Frankfurt/Main im Rahmen IAA, von 1999 bis heute.
2007 Harman (Mutterkonzern von JBL, Studer, Lexicon, AKG, Infinity etc.)
Konzeption, Komposition und tontechnische Umsetzung von verschiedenen Referenzproduktionen des Harman Konzerns, vorwiegend als Surround DVDs.

### Film- und Fernsehproduktionen (Auszug)
1998–2003 Lost Ships
Soundtrack der Dokumentationsserie für den Discovery Channel und die BBC
1999 The A to Z of Advertising
Soundtrack der Dokumentation mit Dennis Hopper für das ZDF
gemeinsam mit U2 und Malcolm McLaren (Sex Pistols)
2001 Pancomedia
Komposition/Sounddesign der Fernsehfassung des Theaterstücks von Botho Strauss für das ZDF
2002 Die Direktoren
Vertonung/Sounddesign/Audiomix des Fernsehfilms mit Harald Schmidt für den WDR
2004 Der Fuchs
Vertonung/Sounddesign/Audiomix des Spielfilms für Sat 1
2005 Schlaf mit meinem Mann
Vertonung/Sounddesign/Audiomix des Spielfilms für RTL
2013 Die Männer der Emden
Vertonung/Sounddesign des Spielfilms für die ARD/Degeto

## Lehrtätigkeiten (Auszug)
1991–1994 Soundmaster Recording Institute, Los Angeles
Dozent für Midi und Analoge und Digitale Aufnahmesysteme (u. a. für Toningenieure des Walt Disney Konzerns und der Warner Bros.)
2004–2005 Hochschule für Musik und Darstellende Kunst, Frankfurt am Main
Musikproduktion im medialen Kontext unter Einbindung der Software Protools, Logic Audio, After Effects, Sibelius, Cubase etc.
2004-heute Duale Hochschule Baden-Württemberg Ravensburg
Vermittlung der Grundlagen von Ton und Musik im medialen Umfeld
2005 Filmakademie Baden-Württemberg
Workshops für Musik, Komposition und Produktion im medialen Umfeld
2013–2014 Hochschule für Musik, Theater und Medien Hannover
Workshops für Bühnenmusik

## Auszeichnungen (Auszug)
2007 Designpreis der Bundesrepublik Deutschland
für SkyArena, Eröffnung der Fußballweltmeisterschaft 2006
1997 Preis in Gold des Cannes Lions International Festival of Creativity für den Werbespot Osram Planeten
1997 Prix Victoria in Gold und Sonderpreis des österreichischen Journalisten-Clubs
für den Werbespot Osram Planeten
1999 Deutscher Wirtschaftsfilmpreis
1. Preis für einen Siemens-Werbespot
2004 The New York Festival World’s Best TV and Films
Silver World Medal für „Trotzdem“, Unternehmensfilm der Porsche AG
2004 iF communication design award
für KLANG | PASSAGEN | Museumsuferfest Frankfurt 2004
2005 1. Preis Internationales Industriefilmfestival “Festival du Creusot”
Grand Prix für “Die Entdeckung des Lächelns”, Unternehmensfilm der TUI
2005 ADC Deutschland
Silber für KLANG | PASSAGEN | Museumsuferfest Frankfurt 2004
2006 ADC Deutschland
Gold für IAA Mercedes 2005 – Medienbespielung und -integration
2008 ADC Deutschland
Gold für IAA Mercedes 2007 – Medienbespielung und -integration
2010 Designpreis der Bundesrepublik Deutschland
für IAA Mercedes 2009
2012 ADC Deutschland
Gold für IAA Mercedes 2011 – Medienbespielung und -integration
2014 ADC Deutschland
Gold für IAA Mercedes 2013 – Medienbespielung und -integration